# Да докоснеш звезда
„Да докоснеш звезда“ (на испански: Alcanzar una estrella) е мексиканска теленовела, създадена от Хесус Калсада, режисирана от Марко Флавио Крус и продуцирана от Луис де Яно Маседо за Телевиса през 1990 г.
В главните роли са Едуардо Капетийо и Мариана Гарса, а в отрицателните – Кения Гаскон, Оскар Травен и Андреа Легарета.

## Сюжет
Лорена Гайтан е симпатична, интелигентна и талантлива, но немного привлекателна млада жена, която страда от платоничната любов, която изпитва, към актьора и певец, Едуардо Касабланка, с когото се запознава на коктейл при представянето на последния си музикален албум и първата си главна роля в теленовелите.
По-късно Лорена заедно с майка си, Норма, отиват на почивка в Икстапа, където се среща с Едуардо, който е на записи на теленовелата. Лорена се превръща в сензация сред своите приятели, тъй като си фантазира връзка с Едуардо, след като се запознават на коктейла. След като приятелите ѝ разбират за лъжата, Лорена изпада в дълбока депресия, която я кара да загуби мотивация за живот, въпреки усилията на Норма и Аурора, единствената ѝ приятелка.
Междувременно, Едуардо получава анонимни писма от тайна почитателка, която се оказва Лорена, и е изненадан, защото намира в тях голяма чувствителност и красиви чувства, които го вдъхновяват да композира песни. Едуардо се среща отново с Лорена. Това ѝ помага да излезе от депресията, в която се намира. Двамата изграждат приятелство, което се заражда в истинска и чиста любов.

## Актьори
Част от актьорския състав:
- Едуардо Капетийо – Едуардо Касабланка
- Мариана Гарса – Лорена Гайтан Рока
- Енрике Лисалде – Мариано Касабланка
- Ана Силвия Гарса – Норма Рока вдовица де Гайтан
- Кения Гаскон – Гуадалупе Патиньо
- Оскар Травен – Роке Ескамия
- Андреа Легарета – Адриана Мастрета Дел Кастийо
- Рита Маседо – Вирхиния
- Дарио Т. Пие – Марио Касабланка
- Лорена Рохас – Сара дел Рио
- Маноло Гарсия – Естебан
- Ернесто Яниес – Мартин Негрете
- Серхио Очоа – Алонсо
- Давид Остроски – Адвокат Дел Вайе
- Тиаре Сканда – Себе си
- Луис де Яно Маседо – Луис Естрада; музикален продуцент

## Премиера
Премиерата на Да докоснеш звезда е на 14 май 1990 г. по Canal de las Estrellas. Последният 160. епизод е излъчен на 21 декември 1990 г.

## Саундтрак
1. Alcanzar Una Estrella – Мариана Гарса
2. Quiero Estar Contigo – Едуардо Капетийо
3. Reencarnación – Cita Hudgens
4. Deseos Íntimos – Едуардо Капетийо и Мариана Гарса
5. Ya Ni Hablar – Едуардо Капетийо
6. Rock Rap De La Cárcel – Que Pasa
7. La Mujer Que No Soñé – Едуардо Капетийо
8. Las Calles Obscuras – Cita Hudgens
9. Voy A Cambiar Por Ti – Ектор Суарес Гомис
10. Éxito Y Amor – Едуардо Капетийо
11. Maldición Gitana – Маркос Валдес
12. Tu Eres Un Sueño Para Mí – Мариана Гарса

## Продължение
- През 1991 г. е създадена теленовелата Да докоснеш звезда II, която е продължение на настоящата.
- През 1992 г. е създаден игралният филм Más que alcanzar una estrella.

## Награди и номинации
Награди TVyNovelas 1991
| Категория                           | Номинация          | Резултат   |
| ----------------------------------- | ------------------ | ---------- |
| Най-добра теленовела                | Луис де Яно Маседо | Печели     |
| Най-добра първа актриса             | Рита Маседо        | Номинирана |
| Най-добър пръв актьор               | Енрике Лисалде     | Номиниран  |
| Най-добра актриса в поддържаща роля | Ана Силвия Гарса   | Номинирана |
| Най-добра актриса в поддържаща роля | Андреа Легарета    | Номинирана |
| Най-добра актриса в поддържаща роля | Марсела Паес       | Номинирана |
| Най-добър актьор в поддържаща роля  | Маркос Валдес      | Номиниран  |
| Най-добър актьор в поддържаща роля  | Ектор Суарес Гомис | Номиниран  |
| Най-добро женско откритие           | Анхелика Рувалкаба | Номинирана |
| Най-добро женско откритие           | Мариана Гарса      | Печели     |
| Най-добро мъжко откритие            | Едуардо Капетийо   | Печели     |
| Най-добро мъжко откритие            | Алехандро Ибара    | Номиниран  |